# ROKS Suncheon (PCC-767)
Pour les articles homonymes, voir ROKS Suncheon.
Le ROKS Suncheon (PCC-767) est une corvette de classe Pohang de la Marine de la république de Corée. Il a été désarmé et transféré à la marine péruvienne sous le nom de BAP Guise (CC-28).

## Historique
La classe Pohang est une série de corvettes construites par différentes entreprises de construction navale sud-coréennes. La classe se compose de 24 navires et certains, après leur déclassement, ont été vendus ou donnés à d'autres pays. Il existe cinq types différents dans la classe, du lot II au lot VI.

### Service sud-coréen
Le ROKS Suncheon a été construit par Hanjin Heavy Industries à Busan et il a été lancé le 8 avril 1987. Le navire a été mis en service le 30 septembre 1988 et désarmé le 24 décembre 2019,.

### Service péruvien
Le navire a été transféré au Pérou en 2021 et a été mis en service en janvier 2022 sous le nom de BAP Guise. Le transfert officiel à la marine péruvienne a donné lieu à une cérémonie organisée le 26 novembre 2021 à la base navale de Jinhae (province de Gyeongsang) en Corée du Sud, cérémonie à laquelle ont assisté le chef des opérations navales de la marine sud-coréenne, l’amiral Boo Suk-jong, et le commandant en chef de la marine péruvienne, l’amiral Alberto Alcalá. Le BAP Guise est la deuxième corvette de classe Pohang transférée à la marine péruvienne, après le BAP Ferré (CM-27), anciennement ROKS Gyeongju (PCC-758), qui a été transféré en 2015. Après ce transfert, le BAP Guise a appareillé et participé à un exercice en mer de Chine orientale avec le destroyer JDS Abukuma (DE-229) de la Force maritime d'autodéfense japonaise. Puis le BAF Guise a fait une escale de ravitaillement à Yokosuka (Japon) avant d’entamer son voyage vers son nouveau pays, le Pérou. Après d’autres escales à Pearl Harbor (Hawaii, États-Unis) puis à San Diego (Californie, États-Unis), où il est arrivé le 22 décembre 2021, le BAP Guise est arrivé enfin le 7 janvier 2022 à la base navale de Callao, au Pérou, après 45 jours de navigation et un peu plus de 11 28 milles marins.
Le 17 juillet 2022, deux marins ont été grièvement blessés après qu’un incendie se soit déclaré dans la salle des machines du BAP Guise alors que le navire participait à l’exercice RIMPAC 2022. L’incendie a été éteint et les marins blessés ont été transférés à Honolulu pour y être soignés.